# 拨绰
拨绰（?—?），元睿宗拖雷的第八子，又译作不者克、哈必赤。母乃马真氏。骁勇善射。 
从拔都征钦察。其别部酋八赤蛮为大军所败，逃到亦的勒河林麓中，迁徙无常。蒙哥与拨绰，各率小舰百艘，艘载百人，穷搜两岸。见一老妇询问得知八赤蛮已逃入海岛，因无船只将返。忽大风起，卷海水去，大军涉水至岛中，生擒八赤蛮。八赤蛮请蒙哥手刃自己，蒙哥命拨绰斩杀，回师。拨绰与昔班、不里再侵钦察的蔑里姆部，论功以拨绰与速不台最高，赐号拔都儿。1260年，阿里不哥在和林称汗，其将阿蓝答儿率部与浑都海合兵。忽必烈命拨绰与合丹率领汪良臣讨伐，斩杀阿蓝答儿、浑都海。1261年冬，阿里不哥渡漠南下，拨绰从忽必烈亲征，在昔木土淖尔大败阿里不哥。1262年，赐行军印及金、银海青符各两个，率领诸军讨伐李璮。李璮退保济南，自四月至七月筑长围困，城破，获杀李璮。1266年，赐金素币及银钞。不久，拨绰卒。其子薛必烈杰儿，早卒。薛必烈杰儿之子楚王牙忽都。

## 资料来源
- 《元史·宗室世系表》
- 《新元史》